# The Austonian
The Austonian é um arranha-céu residencial edificado na cidade de Austin, Texas em 2007. Foi concluído em 2010 com 208 metros (683 ft) e atualmente detém o título de prédio mais alto em Austin. Também é o prédio residencial mais alto do Texas e o prédio mais alto do estado localizado fora de Dallas e Houston.
O Austonian foi proposto primeiramente em 2006 para ter cerca de 213 metros (700 ft), mas após algum tempo os contratantes resolveram baixá-lo para 208 m. A pedra fundamental foi lançada em 2007.